# Schlacht bei Iconium
Philomelion – Iconium – Akkon – Arsuf – Jaffa
Die Schlacht bei Iconium wurde am 18. Mai 1190 während des Dritten Kreuzzuges (1189–1192) zwischen dem deutschen Heer unter Friedrich Barbarossa und den Rum-Seldschuken unter Sultan Kılıç Arslan II. ausgekämpft.

## Vorgeschichte
Iconium (türkisch: Konya) ist eine Stadt in Kleinasien, 470 km östlich von Smyrna. Zu dieser Zeit war sie Hauptstadt des unabhängigen Sultanats Iconium.
Auf dem Dritten Kreuzzug hatte Barbarossas Kreuzfahrerheer im März 1190 mit byzantinischen Schiffen den Hellespont nach Kleinasien überquert. Seit Ende April bahnte sich das Kreuzzugsheer seinen Weg durch das Gebiet des Sultans von Iconium. Die Chronisten des Kreuzzuges beziffern die Truppenstärke des Kreuzfahrerheers auf etwa 100.000 Mann, davon höchstens 20.000 Ritter und Rittermäßige, allerdings ist anzunehmen, dass diese Zahl übertrieben ist. Auf ihrem beschwerlichen Weg durch die zentralanatolischen Berge litten die Kreuzfahrer sehr unter der Hitze und der bald einsetzenden Nahrungsmittel- und Wasserknappheit. Ständige Attacken und Hinterhalte seldschukischer Reiter und Bogenschützen forderten weitere schwere Verluste an Mensch und Tier. In der gebirgigen Landschaft zog sich das Kreuzzugsheer stark auseinander und war entsprechend durch schnelle Attacken besonders verwundbar. Kılıç Arslan II., der Sultan der Rum-Seldschuken, hatte dem Kreuzzugsheer eigentlich freien Durchgang zugesichert und soll ihnen auch zwei Führer zur Verfügung gestellt haben. Diese versicherten Barbarossa immer wieder, dass diese Überfälle von unkontrollierbaren Reiterbanden und Räubern verübt würden. Als die Spitze von Barbarossas Heer aber in der Ebene von Philomelion auf ein starkes muslimisches Heer traf, wussten die Kreuzfahrer spätestens dann, dass sie verraten worden waren. In der folgenden Schlacht setzten sich die Kreuzfahrer ein erstes Mal gegen die Seldschuken durch und fügten ihnen schwere Verluste zu. Unter großen Strapazen und Entbehrungen sowie weiterhin ständig von den Seldschuken bedrängt zog Barbarossas Heer weiter nach Iconium, wo es am 17. Mai 1190 in den Gärten des Sultans, vor den Toren der Stadt, sein Lager aufschlug. Die erschöpften Kreuzfahrer verfügten zu diesem Zeitpunkt kaum noch über Reitpferde und Lasttiere – diese waren unterwegs entweder bei Überfällen der Seldschuken getötet oder aus Hunger geschlachtet worden.

## Die Schlacht
Am Morgen des 18. Mai 1190 teilte Barbarossa das Heer in zwei Gruppen auf. Die eine unter Herzog Friedrich VI. von Schwaben, dem Sohn Barbarossas, sollte die Stadt angreifen, während der Kaiser mit der anderen außerhalb der Stadt zurückblieb. Auf dem Weg zur Stadt traf Herzog Friedrich auf einen deutschen Gesandten, Gottfried von Wiesenbach, der zuvor mit dem Sultan verhandelt hatte und der berichtete, dass sich der alte Sultan mit seiner Armee angesichts des Kreuzfahrerheeres in die Zitadelle der Stadt geflüchtet habe, ebenso wie fast alle Einwohner der Stadt samt ihren Schätzen und reichlichen Nahrungsvorräten. Herzog Friedrich erstürmte mit seinen Truppen daraufhin im ersten Anlauf ein Stadttor, kämpfte den seldschukischen Widerstand nieder und drang bis an die Mauern der Zitadelle vor. Die muslimischen Bewohner die noch in der Stadt angetroffen wurden, wurden getötet.
Unterdessen war Barbarossa, ohne vom Sieg seines Sohnes zu wissen, außerhalb der Stadt von seldschukischen Truppen umzingelt worden. Die Situation schien zunächst hoffnungslos, Soldaten und Geistliche drängten sich dicht um ihren Kaiser und erwarteten ihr scheinbar sicher bevorstehendes Ende. Barbarossa aber wollte sich mit diesem Schicksal nicht abfinden, er rief seinen Männern zu, sie mögen auf den Willen Jesu Christi vertrauen, und stürmte ihnen unter Einsatz seines Lebens zur Attacke voran. Vom Mut ihres Kaisers angespornt konnten die Kreuzfahrer tatsächlich ihre Feinde entscheidend schlagen und sich anschließend mit den Truppen unter Herzog Friedrich in der Stadt vereinen.
Nach manchen Angaben verloren die Seldschuken an diesem Tag 40.000 Mann; weitere 5.000 erlagen später ihren Verletzungen. Die Verluste der Kreuzfahrer sollen sich auf ca. 20.000 Mann belaufen haben.

## Folgen
Sultan Kılıç Arslan II. hat sich wahrscheinlich am nächsten Tag ergeben. Er musste nun Geiseln zur Verfügung stellen und den Kreuzfahrern im Zuge umfangreicher Marktrechte die Versorgung mit Pferden, Lasttieren und Lebensmitteln sicherstellen. In Iconium hatten die Kreuzfahrer große Mengen Getreide, Gold und Silber sowie Purpurstoffe von erheblichem Wert erbeutet.
Kılıç Arslan selbst war für diesen Verrat nicht verantwortlich. Sein ältester Sohn Qutd-ad-Din (auch Rutbeddin) hatte mit einem Sohn Saladins ein Bündnis gegen die Kreuzfahrer vereinbart. Saladin hatte daraufhin die Belagerung der Kreuzfahrer bei Akkon abgebrochen und schickte die Truppen Barbarossa entgegen, um das Kreuzfahrerheer zu schlagen, solange die Truppen sich noch nicht vereinigt hatten.
Am 23. Mai wurde vor den Toren Iconiums ein Markt abgehalten, auf dem die Kreuzfahrer 6.000 Pferde und Maultiere sowie einen großen Vorrat an Brot, Fleisch, Butter und Käse einkauften. Am 26. Mai waren die Kreuzfahrer auf dem Weitermarsch und nur die Drohung, die gestellten Geiseln zu töten, sicherte ihnen freies Geleit bei der weiteren Durchquerung des Sultanats Iconium. Am 30. Mai erreichten sie Laranda und setzten den Marsch auf dem benachbarten Gebiet des mit Barbarossa verbündeten armenischen Fürsten Leo fort.
Nachdem das Heer das Taurus-Gebirge überquert hatte ertrank Friedrich Barbarossa am 10. Juni unweit der Stadt Seleucia im Fluss Saleph und ein Großteil des Heeres kehrte demoralisiert auf dem Seeweg in die Heimat zurück. Nur etwa 2.000 Mann unter Herzog Friedrich von Schwaben setzten den Weg nach Palästina fort.